# Préchac, Gers
Préchac är en kommun i departementet Gers i regionen Occitanien i sydvästra Frankrike. Kommunen ligger i kantonen Fleurance som tillhör arrondissementet Condom. År 2022 hade Préchac 156 invånare.

## Befolkningsutveckling
Antalet invånare i kommunen Préchac
Referens:INSEE